# Minos
Minos (în greacă: Μίνως), în mitologia greacă, este cel ce a adus legile supreme, a fost un rege legendar al Cretei, fiul lui Zeus și al Europei și frate cu Rhadamanthus și Sarpedon.

### Lupta pentru tronul cretan

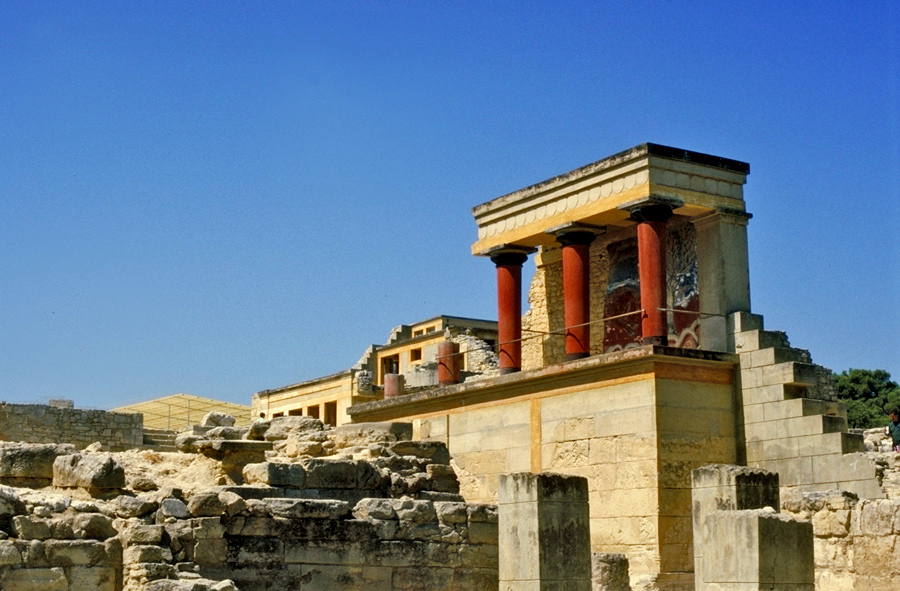
Palatul lui Minos

Vrând să fie unicul moștenitor al tronului Cretei, Minos solicită ajutorul Zeului Poseidon. Acesta îi trimite pe mare un taur de o frumusețe deosebită, care să confirme în fața poporului sprijinul divin sub condiția de al sacrifica zeului. Minos, uimit de frumusețea taurului, sacrifică un taur obișnuit cu speranța de al păcălii pe zeu. Poseidon se mâniase, astfel conspiră împreună cu Afrodita în spre a o blestema pe Pasiphae, soția lui Minos. Aceasta se îndrăgostește de taur și din împreunarea acestora se naște o creatură monstruoasă, Minotaurul, jumătate om, jumătate taur. 

### Labirintul Minotaurului
Minos îl puse pe arhitectul Dedal să construiască un labirint sub palatul Cnossos, unde monstrul avea să fie ținut prizonier. După moartea lui Androgeu în Atena (fie din pricina atenienilor, fie din cauza Taurului Maraton) Creta intră în război cu orașul-stat. Minos cere drept tribut să fie trimiși 7 tineri atenieni și 7 fecioare ateniene la fiecare 9 ani. A treia tură, Tezeu, fiul lui Egeu, se oferă să participe cu obiectivul de a pune capăt sacrificiului. În Creta, Ariadna, fiica lui Minos, se îndrăgostește de prinț. Ea îi dăruiește o sabie și îl ajută să se întoarcă din labirint, după instrucțiunile lui Dedal cu un ghem de ață. Ariadna alege să fugă împreună cu Tezeu înapoi în Atena, deși ea nu va ajunge acolo. Între timp, Minos îi ia pe Dedal și fiul său, Icar, prizonieri pentru intervenirea lui Dedal în evadarea Ariadnei și a lui Tezeu. Inventatorul meșterește aripi din pene și ceară cu ajutorul căruia vor evada. Dedal ajunge în Sicilia, în curtea regelui Cocalus, dar Icar zburase prea aproape de soare.

### Minos și Scila
În timpul războiului cu Atena, Minos a purtat o luptă și cu Megara. Nisus, regele Megarei, avea o singură pleată de păr mov care-i dădea lui și orașului-stat invincibilitate. Scila, fiica lui Nisus (a nu fi confundată cu Scila), se îndrăgostise de regele cretan, iar voind să-i facă pe plac îi tăiase părul lui Nisus. Când fata îi arătase ceea ce făcuse lui Minos, acesta era dezgustat fiindcă își trădase tatăl. O legase pe Scila de prova corăbii sale, dar înainte de a se îneca, fata se transformase în pasăre, urmărite de tatăl ei care la rândul său se transformase în vultur.

### Căutarea lui Dedal
După ce evadase Dedal, Minos vizitase fiecare regat cu o ghicitoare: a înșira un fir de ață prin o scoică: știind că doar Dedal era destul de ingenios pentru a o rezolva. Ajunse în Sicilia și îi înmânase scoica regelui, acesta îi o transferase lui Dedal. El a legat ața de o furnică și o ademenise prin scoică prin intermediul a unui strop de miere. Minos, realizând că Dedal stătea la curtea regelui Cocalus, a cerut ca el să fie înapoiat. Cocalus a fost de acord, dar îl convinse pe rege să aibă o baie mai întâi. Fiicele lui Cocalus l-au ucis pe Minos turnându-i apă fierbinte în baie.

### Rolul după moarte
Minos a servit ca unul dintre cei trei Judecători ai Morții, împreună cu fratele lui, Radamant, și fratele vitreg, Eacus. El avea rolul de a decide soarta finală a judecatului când Radamant sau Eacus nu puteau decide

### Aparențe în media
- Regele Minos  apare ca un demon în infern, care judecă toate sufletele în lucrarea Divina Comedie (Infernul, cântul 5) a lui Dante Alighieri.